# Herb Nowego Miasta (powiat płoński)
Herb Nowego Miasta – jeden z symboli miasta i gminy Nowe Miasto, autorstwa Tadeusza Gajla, ustanowiony 23 czerwca 2013.

## Wygląd i symbolika
Herb przedstawia na tarczy  w polu błękitnym postać św. Jana Chrzciciela barwy naturalnej w szacie srebrnej, ze złotym nimbem. W ręce lewej trzyma czerwone koło, w którym Baranek Boży srebrny prawą przednią nogą trzymający chorągiewkę srebrną z takimż drzewcem zakończonym krzyżem, prawa zaś wskazuje na koło z Barankiem. Jest to nawiązanie do historycznego herbu miasta.